# Andreas Aarflot (musiker)
Nils Andreas Aarflot, född 13 januari 1954 i Uppsala, är en svensk musiker. Han är dotterson till Artur Lindgren.
Aarflot är son till lektor Sten Aarflot och adjunkt Ingrid Aarflot. Hans morfar var kyrkoherde i Nederluleå församling och från 1956 växte Aarflot upp i Gammelstad utanför Luleå. Under 1970-talet tillhörde han musikerkollektivet Anton Svedbergs Swängjäng i Luleå. I eget namn utgav han musikalbumet Det rivna pianot (1978, Manifest MAN 12), vilket innehåller jazz/jazzrock. 
På senare år har Aarflot skrivit filmmusik, bland annat till Kay Pollaks Älska mej (1986), och driver sedan 1994 Andreas Aarflot Musikproduktion i Stockholm med syfte att komponera och arrangera musik till stora och små event.

## Filmmusik
- Vart leder kanalen? (1984)
- Sverige uti bilder (1985)
- Älska mej (1986)
- Vallonerna – i järnets tid (1987)
- Jordrike (1990)
- Infödingen (1991)
- Tecken på liv. Del 1: Känn dig själv! (1993)
- Tecken på liv. Del 2: I samspel med naturen? (1993)